# Justina Chepchirchir
Justina Chepchirchir (* 20. Oktober 1968) ist eine ehemalige kenianische Leichtathletin, die sich auf den Mittelstreckenlauf spezialisiert hat. Bei Afrikameisterschaften gewann sie fünf Goldmedaillen und zählt damit zu den erfolgreichsten kenianischen Leichtathletinnen bei den Kontinentalwettkämpfen.

## Sportliche Laufbahn
Erste internationale Erfahrungen sammelte Justina Chepchirchir vermutlich im Jahr 1981, als sie beim IAAF World Cup in Rom in 9:18,80 min den sechsten Platz im 3000-Meter-Lauf belegte. Im Jahr darauf siegte sie bei den Afrikameisterschaften in Kairo in 4:22,03 min über 1500 Meter sowie in 9:20,3 min auch über 3000 Meter. Anschließend belegte sie bei den Commonwealth Games in Brisbane in 4:15,86 min den neunten Platz im 1500-Meter-Lauf und gelangte über 3000 Meter mit 9:15,40 min auf Rang acht. 1984 verteidigte sie bei den Afrikameisterschaften in Rabat in 4:18,45 min ihren Titel über 1500 Meter und siegte in 3:37,76 min auch mit der kenianischen 4-mal-400-Meter-Staffel gemeinsam mit Esther Kawaya, Ruth Atuti und Mable Esendi. Zudem gewann sie auch im 800-Meter-Lauf in 2:04,52 min die Goldmedaille. Anschließend nahm sie über 1500 Meter an den Olympischen Sommerspielen in Los Angeles teil und schied dort mit 4:21,97 min in der Vorrunde aus. Daraufhin trat sie nicht mehr bei internationalen Wettkämpfen in Erscheinung.
In den Jahren 1981 und 1982 wurde Chepchirchir kenianische Meisterin im 3000-Meter-Lauf, 1982 und 1983 über 1500 Meter sowie 1984 über 800 Meter.

## Persönliche Bestleistungen
- 800 Meter: ?
- 1500 Meter: 4:15,4 min, 13. August 1988 in Nairobi
- 3000 Meter: 9:05,85 min, 7. Juli 1990 in Formia
- 5000 Meter: 15:46,02 min, 7. Mai 1989 in Hamamatsu